# Gajówki (osada)
Gajówki – osada w Polsce położona w województwie warmińsko-mazurskim, w powiecie działdowskim, w gminie Iłowo-Osada.
W latach 1975–1998 miejscowość administracyjnie należała do województwa ciechanowskiego.